# Улан-Хол
Улан-Хол (калм. Улан Хол) — посёлок (до 1992 года — посёлок городского типа) в Лаганском районе Калмыкии, административный центр Уланхольского сельского муниципального образования. Станция Улан-Холл железнодорожной ветки Кизляр-Астрахань СКЖД.
Население — 1989 человек (2021)
Основан в 1923 году

## Этимология
Название посёлка Улан-Хол на русском языке звучит как красная долина. У калмыков говорят холд это означает далеко, от этого и название хол что значит долина. Значения слова калм. хол: его можно перевести как долина, проход. Слово калм. улан можно практически однозначно перевести как красный. Таким образом, название посёлка можно перевести как «красная долина», «красный проход». Словосочетание калм. улан хол имеет специальное значение — пищевод но это не относится никоим образом к названию поселка.

## История
Оседлый населённый пункт в урочище Улан-Хол основан в 1923 году. В 1924 году новый посёлок становится административным центром Эркетеневского улуса Калмыцкой автономной области. В 1925 году открыты улусная больница и аптека. Жителей посёлка было не более 50 человек, половину из них составляли работники улусных учреждений и общественных организаций. В 1930 году Эркетеневский улус были ликвидирован, на момент ликвидации улуса Улан-Хол насчитывал уже 30 дворов. 24 января 1938 года за счёт разукрупнения Долбанского и Лаганского улусов с административным центром в посёлке Улан-Хол был образован Улан-Хольский улус Калмыцкой АССР.
16 августа 1941 года ЦК ВКП(б) и Совнарком СССР приняли постановление о строительстве железнодорожной линии Кизляр-Астрахань протяжённостью 348 км. Трасса будущей железной дороги прошла через территорию Улан-Хольского улуса, к западу от Улан-Хола. От улуса на этой стройке работало несколько сотен человек, в основном старики, женщины и дети.
5 сентября 1942 г. Военный совет Северной группы войск Закавказского фронта, возложил на 30-ю кавдивизию и 110-ю Калмыцкую Кавалерийскую дивизию усилить охрану только что построеную ж/д дорогу Кизляр-Астрахань. 292-й полк сорвал попытку захвата станции Улан-Хол, которую атаковал батальон мотопехоты противника при поддержке 10 танков (в этом бою были уничтожены 100 гитлеровских солдат и офицеров, 2 танка и 3 грузовика).
28 декабря 1943 года калмыцкое население было депортировано. Посёлок, как и другие населённые пункты Улан-Хольского улуса был передан в состав Астраханской области.
В 1956 году калмыки были реабилитированы и начали возвращаться на родину. Поскольку за годы депортации посёлок был заброшен, Улан-Хол был восстановлен на новом месте — у станции Улан-Холл железной дороги Кизляр—Астрахань. В 1966 году посёлку был присвоен статус посёлка городского типа. В 1992 году Улан-Хол вновь преобразован в сельский населённый пункт.

## Физико-географическая характеристика
Посёлок расположен на западе Лаганского района в пределах Прикаспийской низменности, являющейся частью Восточно-Европейской равнины, на высоте 21 м ниже уровня мирового океана. Рельеф местности равнинный. К западу, северу и северо-востоку от посёлка распространены пески. Особенностью рельефа местности является наличие так называемых бэровских бугров, песчаных и супесчаных гряд, вытянутых в районе посёлка с юго-востока на северо-запад.
По автомобильной дороге расстояние до города Элиста составляет 260 км, до районного центра города Лагань — 40 км.
Климат
Климат Улан-Хола резко континентальный (согласно классификации климатов Кёппена — семиаридный (индекс BSk)). Лето жаркое, сухое, зима малоснежная, короткая. Среднегодовая температура воздуха положительная и составляет +10,5˚С, среднесуточная температура января — −4,2˚С, июля +25,1˚С. Количество выпадающих осадков невелико: многолетняя норма осадков — всего 247 мм.
| Показатель                    | Янв. | Фев. | Март | Апр. | Май  | Июнь | Июль | Авг. | Сен. | Окт. | Нояб. | Дек. | Год  |
| ----------------------------- | ---- | ---- | ---- | ---- | ---- | ---- | ---- | ---- | ---- | ---- | ----- | ---- | ---- |
| Средний суточный максимум, °C | −0,7 | 0,0  | 6,0  | 16,7 | 23,9 | 28,5 | 31,0 | 30,2 | 24,0 | 15,7 | 7,5   | 2,2  | 15,4 |
| Средняя температура, °C       | −4,2 | −3,8 | 1,8  | 10,9 | 17,9 | 22,7 | 25,1 | 24,0 | 18,1 | 10,6 | 3,9   | −0,8 | 10,5 |
| Средний суточный минимум, °C  | −7,7 | −7,5 | 2,4  | 5,2  | 12,0 | 16,9 | 19,3 | 17,8 | 12,2 | 5,5  | 0,4   | −3,8 | 6,1  |
| Норма осадков, мм             | 14   | 13   | 15   | 19   | 29   | 31   | 24   | 22   | 24   | 19   | 19    | 18   | 247  |
| Источник:                     |      |      |      |      |      |      |      |      |      |      |       |      |      |

Часовой пояс
Улан-Хол, как и вся Республика Калмыкия, находится в часовой зоне МСК (московское время). Смещение применяемого времени относительно UTC составляет +3:00.

## Население
| 1939  | 2002  | 2010  | 2011  | 2012  | 2013  | 2014  |
| ----- | ----- | ----- | ----- | ----- | ----- | ----- |
| 1060  | ↗2129 | ↗2329 | ↘2328 | ↘2273 | ↘2236 | →2236 |
| 2015  | 2016  | 2017  | 2018  | 2019  | 2020  | 2021  |
| ↘2209 | ↗2212 | ↘2199 | ↘2158 | ↘2150 | ↘2095 | ↘1989 |

Национальный состав
| Калмыки                                                                  | 816 (77 %) | 1 200 (51,6 %) |
| Рутульцы                                                                 | …          | 381 (16,4 %)   |
| Русские                                                                  | 223 (21 %) | 133 (5,7 %)    |
| Казахи                                                                   | …          | 118 (5 %)      |
| Даргинцы                                                                 | …          | 114 (4,9 %)    |
| Аварцы                                                                   | …          | 93 (4 %)       |
| Татары                                                                   | …          | 63 (2,7 %)     |
| Цахуры                                                                   | …          | 60 (2,6 %)     |
| Чеченцы                                                                  | …          | 60 (2,6 %)     |
| Показаны народы c численностью более 50 человек по состоянию на 2010 год |            |                |

Согласно результатам переписи 2002 года большинство населения посёлка составляли калмыки (53 %)

## Социальная сфера
Участковая амбулатория МЛПУ «Лаганская ЦРБ», ФАП, сельская библиотека, общеобразовательная школа, детский сад, сельский дом культуры.

## Достопримечательности
- Уланхольский хурул
- Памятник Зая-Пандите
- Памятник репрессированным калмыкам
- Памятник воинам Великой Отечественной войны
- Парк имени Г. П. Кюкеева
- Ступа, буддийское сооружение
- Стела «Я люблю Улан-Хол»
- Стела-арка, Лаганский район